# ジェシー・リッチ
ジェシー・アレン・リッチ（Jesse Allen Litsch, 1985年3月9日 - ）は、アメリカ合衆国・フロリダ州ピネラスパーク出身の右投右打の元プロ野球選手（投手）。

## 経歴
少年時代はタンパベイ・デビルレイズが運営する野球クラブに所属しており、トロピカーナ・フィールドでバットボーイをしていた。
サウスフロリダ大学に進学し、2004年のドラフト24巡目(全体717位)でトロント・ブルージェイズから指名され入団。
2007年5月15日のボルチモア・オリオールズ戦でメジャーデビュー、いきなり8回2/3を1失点の好投で初登板初勝利をあげる。その後は一旦マイナー落ちを経験したが、故障したA.J.バーネットの代役として7月に再昇格すると、その後は先発ローテーションに定着し、最終的に20試合に先発登板して7勝9敗、防御率3.81という成績を残した。シーズンオフにはバーノン・ウェルズと共に、トロント市内の子供200人を対象にチャリティー活動を行った。
2008年は開幕からローテーション入りし、5月24日のカンザスシティ・ロイヤルズ戦でメジャー初完封。6,7月に調子が落ち込み、一時マイナー落ちも経験したが、8月に復帰してからは防御率1.94と好調を維持し、最終的に、29試合に登板して176イニングを投げ、初の二桁勝利となる13勝をあげた。これはいずれも2枚看板のロイ・ハラデイ、バーネットに次いでチーム3位の成績であった。
2009年にはエースのロイ・ハラデイに次ぐ先発ローテーションの2番手として開幕を迎えたが、シーズン2度目の登板となった4月13日のミネソタ・ツインズ戦で肘を痛めて途中降板。そのまま故障者リスト(DL)入りし、6月にトミー・ジョン手術を受け、シーズンを終えた。
2010年ではトミー・ジョン手術から復帰するも防御率5.79と完全復活とはならなかった。腰の手術のためにシーズン途中で登板を終えた。
2012年は右肩の故障で登板なしに終わる。オフに戦力外となり、FAになった。
2014年8月21日に、現役引退を表明した。

## 選手としての特徴
制球力を武器にした打たせて取るピッチングが持ち味で、奪三振率は高くないが与四球も少ない。2008年は4月から5月にかけて38回2/3連続無四球の球団新記録を樹立している（従来の記録はジミー・キーの34回1/3）。
得意球はカッターで、2008年は全投球に占めるカッターの割合が43.4%に達し、メジャーリーグで規定投球回数に到達した投手の中では最も高かった。その他には、スライダー、カーブ、チェンジアップを投げる。

## 年度別投手成績
| 年 度     | 球 団     | 登 板 | 先 発 | 完 投 | 完 封 | 無 四 球 | 勝 利 | 敗 戦 | セ 丨 ブ | ホ 丨 ル ド | 勝 率 | 打 者 | 投 球 回 | 被 安 打 | 被 本 塁 打 | 与 四 球 | 敬 遠 | 与 死 球 | 奪 三 振 | 暴 投 | ボ 丨 ク | 失 点 | 自 責 点 | 防 御 率 | W H I P |
| --------- | --------- | ----- | ----- | ----- | ----- | -------- | ----- | ----- | -------- | ----------- | ----- | ----- | -------- | -------- | ----------- | -------- | ----- | -------- | -------- | ----- | -------- | ----- | -------- | -------- | ------- |
| 2007      | TOR       | 20    | 20    | 0     | 0     | 0        | 7     | 9     | 0        | 0           | .438  | 478   | 111.0    | 116      | 14          | 36       | 2     | 7        | 50       | 2     | 0        | 56    | 47       | 3.81     | 1.37    |
| 2008      | TOR       | 29    | 28    | 2     | 2     | 0        | 13    | 9     | 0        | 0           | .591  | 735   | 176.0    | 178      | 20          | 39       | 2     | 8        | 99       | 4     | 0        | 79    | 70       | 3.58     | 1.23    |
| 2009      | TOR       | 2     | 2     | 0     | 0     | 0        | 0     | 1     | 0        | 0           | .000  | 42    | 9.0      | 14       | 4           | 1        | 0     | 1        | 8        | 0     | 0        | 9     | 9        | 9.00     | 1.67    |
| 2010      | TOR       | 9     | 9     | 0     | 0     | 0        | 1     | 5     | 0        | 0           | .167  | 202   | 46.2     | 53       | 7           | 15       | 0     | 2        | 16       | 1     | 0        | 30    | 30       | 5.79     | 1.46    |
| 2011      | TOR       | 28    | 8     | 0     | 0     | 0        | 6     | 3     | 1        | 3           | .667  | 317   | 75.0     | 69       | 10          | 28       | 2     | 3        | 66       | 3     | 0        | 40    | 37       | 4.44     | 1.29    |
| 通算：5年 | 通算：5年 | 88    | 67    | 2     | 2     | 0        | 27    | 27    | 1        | 3           | .500  | 1774  | 417.2    | 430      | 55          | 119      | 6     | 21       | 239      | 10    | 0        | 214   | 193      | 4.16     | 1.31    |

- 2011年度シーズン終了時
- 各年度の太字はリーグ最高